# Maureen Teefy

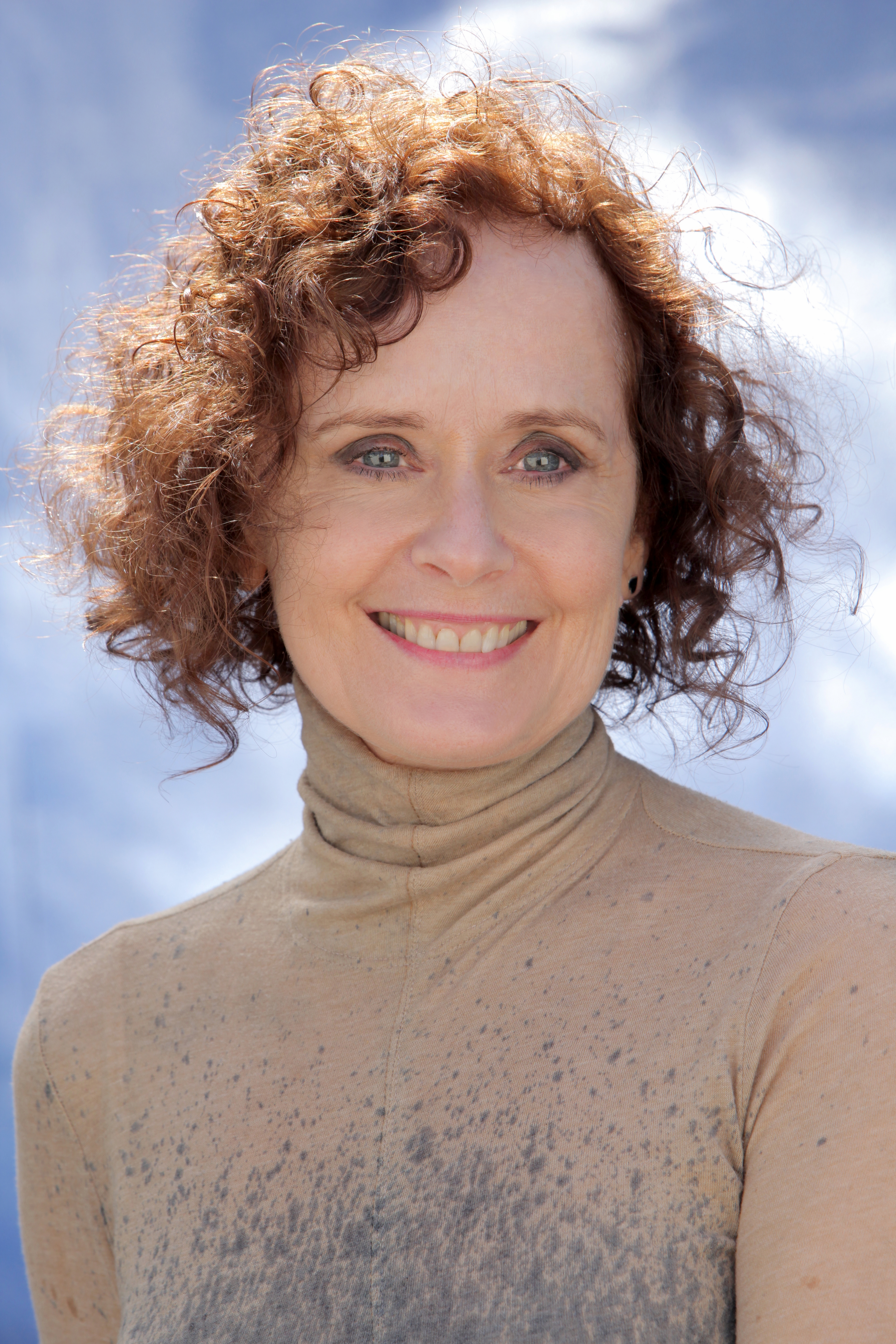
Maureen

Maureen Teefy (nascida em 26 de Outubro de 1953 em Minneapolis, Minnesota), é uma atriz e cantora americana do teatro e do cinema. É mais conhecida por filmes como Grease 2, Fame e Supergirl.